# Návštěvník (film)
Návštěvník (v anglickém originále Groom Lake, na některých trzích jako The Visitor) je americký sci-fi film z roku 2002, který natočil režisér William Shatner, jenž je rovněž autorem námětu a ve snímku si i zahrál. V hlavních rolích se kromě Shatnera objevili také Dan Gauthier a Amy Acker. Film pojednává o mladé dvojici, jež dorazí do amerického pouštního městečka, které je známé jako místo častých pozorování UFO, což místní lidé spojují s blízkou vojenskou leteckou základnou.

## Příběh
Mladé Kate diagnostikovali lékaři agresivní formu lupu a oznámili jí, že jí zbývá asi půl roku života. Dívka se společně se svým přítelem Andym vydá na road trip po americkém jihozápadě a míří k moři, kde si chtějí užívat slunce a surfování. Na své cestě dorazí do městečka Lowell uprostřed pouštní Nevady, kde potkají nejrůznější podivíny, kteří se sem sjíždějí, neboť toto sídlo je známé jako místo, kde lze spatřit podivná poletující světla, o nichž si lidé myslí, že se jedná o UFO. Vše je podle místních spojeno s blízkou vojenskou leteckou základnou, nacházející se u vyschlého jezera Groom Lake. Skeptický Andy se s Kate, která věří v něco víc, v nesmrtelný život i možný život mimo Zemi, chtějí utábořit za městem na kopci a pozorovat krásy noční oblohy. Dojde však k nehodě a s převráceným a zničeným autem musí přečkat noc, během níž se Andy vydá pro pomoc ke světelné záři za kopcem, o níž si myslí, že se jedná o farmu.
Vojenské základně u Lowellu velí komandér Gossner, jeho vedení se však blíží ke konci, neboť ani v Pentagonu neví přesně, co zde pracovníci dělají. Sám Gossner nechal kolem základny postavit věže s neškodnými laserovými paprsky, které v noci vytváří na obloze světelnou show, různě svítí, poblikávají a pohybují se, čímž vyvolávají mezi civilisty dojem nějakých neznámých létajících předmětů. Ve skutečnosti však pracuje na utajovaném projektu, který je v konečné fázi a který se opravdu týká mimozemšťana, jemuž říkají Adam. Před asi 30 lety cosi ztroskotalo v nedaleké poušti a jeden s vyšetřovatelů si uvědomil, že se jedná o kapalnou formu života. Gossner ve svém projektu vymyslel pro Adama speciální oblek a také znovu postavil jeho loď, aby mohl odletět zpět domů. Sám v jeho obleku prováděl v mimozemském plavidle testovací lety kolem základny, což maskoval právě laserovými věžemi. Při posledním z těchto zkušebních letů vyděsí Andyho, který míří pro pomoc za září vydávanou základnou.
Kvůli zranění a možného nočního znásilnění Kate, což mají na svědomí ufologové, kteří si mysleli, že dívka je mimozemšťan, se Andy se svou přítelkyní dostane následující den na kliniku v Lowellu. Kate zde prozradí, že sama viděla nějaké plavidlo, proto je kvůli utajení odvezena na základnu. Andy se společně s Dietzem, majitelem místní čerpací stanice a odtahové služby, dostane na základnu, odkud chce dostat Kate. Dietz však unese Adama v jeho obleku a odvleče jej do města, kde ho ukáže místním obyvatelům. Andy, Kate a Gossner se mimozemšťana vydají zachránit, což se jim podaří a odvezou ho zpět na základnu. Adam ve své lodi odletí a Gossner, který dokončil svůj projekt, předá základnu Hesteru Dealtovi z Pentagonu. Kate prozradí Andymu, že mluvila s Adamem a řekla mu, že nechce zemřít. Mimozemšťan jí odpověděl, že umírá pouze její schránka, nikoliv ona sama – její esence, která má tolik času, kolik bude chtít.

## Obsazení
- Dan Gauthier jako Andy
- Amy Acker jako Kate
- Tom Towles jako Dietz
- Dick Van Patten jako Irv Barnett
- John Prosky jako Hester Dealt
- Dan Martin jako kapitán Morgan
- Rickey Medlocke jako rančer
- Duane Whitaker jako doktor Stevens
- Brenda Bakke jako Joyce
- William Shatner jako komandér John Gossner

## Produkce
Námět filmu o „lásce, která neumírá“ napadl Williama Shatnera po utonutí jeho třetí ženy Nerine v roce 1999, Scénář poté napsal Maurice Hurley. Celkový rozpočet snímku činil 750 tisíc dolarů, natáčení tohoto nízkorozpočtového nezávislého filmu proběhlo v listopadu a prosinci 2000 v Arizoně, především v okrese Cochise County – v okolí měst Bisbee a Douglas. Postprodukce snímku byla dokončena v březnu 2002.
Jméno základny (a originální název celého filmu) je odvozeno od skutečné pláně Groom Lake, nacházející se v Oblasti 51.

## Vydání
Film Návštěvník měl premiéru 21. září 2002 na Temecula Valley International Film Festivalu. Na DVD byl vydán 7. ledna 2003.

## Přijetí
Snímku Návštěvník je vytýkán scénář a výstavba narativu, kdy řada scén nepřináší pokrok v ději a kdy divák také neví, proč se některé postavy chovají právě tak, jak se chovají. Velmi nízký rozpočet neodpovídá příběhu, který chtěli režisér a scenárista vyprávět. Kritizovány jsou mezery v logice vyprávění a chování postav. Naopak námět o věčné lásce je dobrou myšlenkou a také premisa o kapalném mimozemšťanovi a jeho zvláštní lodi je pro žánr sci-fi neobvyklá. I přes špatnou videokvalitu, související s levnou produkcí z doby kolem roku 2000, byla pochválena byla kamera Maca Ahlberga. Vizuální efekty jsou špatné kvůli nízkému rozpočtu, kterému odpovídá i odpovídající herecká kvalita. Z ní vyčnívá především Amy Acker a ve druhé polovině snímku i „zábavná bizarní chemie“ mezi Danem Gauthierem a Tomem Towlesem. Svým stylem se Návštěvník blíží béčkovým sci-fi filmům z 50. let 20. století.